# Tamati Coffey
Tamati Gerald Coffey của Te Arawa / Te Atiawa whakapapa (sinh ngày 19 tháng 9 năm 1979) là một thành viên của Nghị viện cho bầu cử Waiariki thay mặt cho Đảng Lao động New Zealand. Trước khi vào Quốc hội, đáng chú ý nhất là một phát thanh viên từng đoạt giải thưởng, đứng trước nhiều chương trình trong mười năm, cho Television New Zealand. Ông cũng là một chủ doanh nghiệp khách sạn nhỏ tại quê hương của ông là Rotorua. Ông cũng là một người cha, đã có một đứa con thông qua việc mang thai hộ với người bạn đời của mình.

## Tuổi thơ
Sinh ra ở Lower Hutt và được giáo dục tại Onslow College, Coffey là người gốc Ngāti Porou, Ngāti Awa, Ngāti Whakaue, Tūhourangi và Ngāti Tūwharetoa. Ông đã hoàn thành bằng danh dự về khoa học chính trị tại Đại học Auckland năm 2003.

## Đời tư
Sau khi chiến thắng Dancing With The Stars năm 2009, Coffey công khai người đồng tính trong một cuộc phỏng vấn với Woman's Weekly và nói rằng ông sống với bạn trai lâu năm, Tim Smith, một cựu giáo viên âm nhạc đến từ miền bắc nước Anh. Cặp đôi tuyên bố đính hôn vào ngày 16 tháng 2 năm 2011 và kết hôn trong một kết hợp dân sự vào ngày 29 tháng 12 năm 2011. Bạn đời của ông đã bị một chiếc quạt trần rơi vào Giáng sinh 2017. Vào tháng 7 năm 2019, họ đã chào đón con trai đầu lòng Tūtānekai Smith-Coffey, người được sinh ra thông qua một người mang thai hộ. Tuy nhiên, cặp vợ chồng không thể tuyên bố hợp pháp Ttānekai là của họ cho đến khi quá trình nhận con nuôi được thực hiện giữa họ và người mẹ mang thai hộ của họ.
Sau bầu cử năm 2014, Coffey đã bầu không tìm kiếm vai trò phát sóng mới, thay vào đó, họ sẽ bắt đầu kinh doanh tại một quán bar ở Rotorua với bạn đời Tim. Quán bar của họ được thiết kế để mang đến cho Rotorua bầu không khí của Ponsonby, Auckland, tên của quán bar là Ponsonby Road.
Năm 2016, Coffey đã được bầu vào Quỹ từ thiện năng lượng Rotorua với số phiếu bầu cao nhất; ông hiện đang giữ vị trí Phó chủ tịch trong hội đồng quản trị.